# Mia Mottley
Mia Amor Mottley (1 oktober 1965) is een Barbadiaans advocaat en politica. Zij is leider van de Barbados Labour Party (BLP) en minister-president van Barbados. In de geschiedenis van Barbados is Mottley de eerste vrouw in deze functies.

## Beginjaren
Mottley behoort tot de derde generatie van een politiek invloedrijke familie. Haar grootvader, Ernest Deighton Mottley (1907-1973), was een geslaagde zakenman en politicus. Hij was de eerste burgemeester van Bridgetown. Mottley's vader, Elliott Deighton Mottley, was ook advocaat. Na korte tijd in de Assemblée (het lagerhuis) verruilde hij zijn zetel voor de functie van consul-generaal in New York. Vervolgens diende hij als procureur-generaal in Bermuda en zat hij in het Hof van Beroep in Belize. In 1964 trouwde hij met Mia's moeder, Santa Amor Tappin.
In 1986 rondde Mottley haar opleiding als advocaat af en ontving ze haar rechtenbul aan de London School of Economics. Ze was de jongste Barbadiaan die benoemd werd tot Queen's Counsel (QC), een eretitel voor advocaten in het Gemenebest van Naties.

## Politieke carrière
Als politica heeft Mottley geschiedenis geschreven in Barbados. Tussen 1991 en 1994 was ze een van de twee senatoren van de oppositie in het hogerhuis, waar ze als schaduwminister voor cultuur en maatschappelijke ontwikkeling fungeerde. Na de overwinning van de BLP in de verkiezingen van 1994 werd Mottley lid van het parlement voor het kiesdistrict van Saint Michael North East. Op 29-jarige leeftijd werd zij een van de jongste Barbadianen op een ministerspost. Mottley bekleedde van 1994 tot 2008 een opeenvolging van ministeriële portefeuilles in de kabinetten van premier Owen Arthur. In 1996 werd zij gekozen tot secretaris-generaal van de BLP. In 2001 werd zij als eerste vrouw benoemd tot procureur-generaal van Barbados, welk ambt ook het portefeuille van binnenlandse zaken behelste. In 2002 diende Mottley als tweede vrouwelijke vice-premier. Ze was tevens voorzitter van de Sociale Raad van Barbados en  vicevoorzitter van de Economische Raad van Barbados, een positie die ze behield tot 2008.
Na de verkiezingsnederlaag in 2008 werd Mottley partijleider van de BLP en opvolger van Owen Arthur. Ze was de eerste vrouw in Barbados, die als partijleider en als oppositieleider optrad in het parlement. Ze diende van 2008 tot 2010 en vervolgens van 2013 tot 2018 als oppositieleider. In de algemene verkiezingen van 24 mei 2018 leidde Mottley haar partij naar een historische overwinning, ondanks de homofobe smeercampagne van de zittende Democratische Arbeiderspartij (DLP), die vraagtekens plaatste bij haar seksuele geaardheid. Naast het binnenhalen van 74,6% van de stemmen, het hoogste percentage ooit bereikt door een partij bij een algemene verkiezing, werden ook alle 30 zetels in het parlement veroverd.

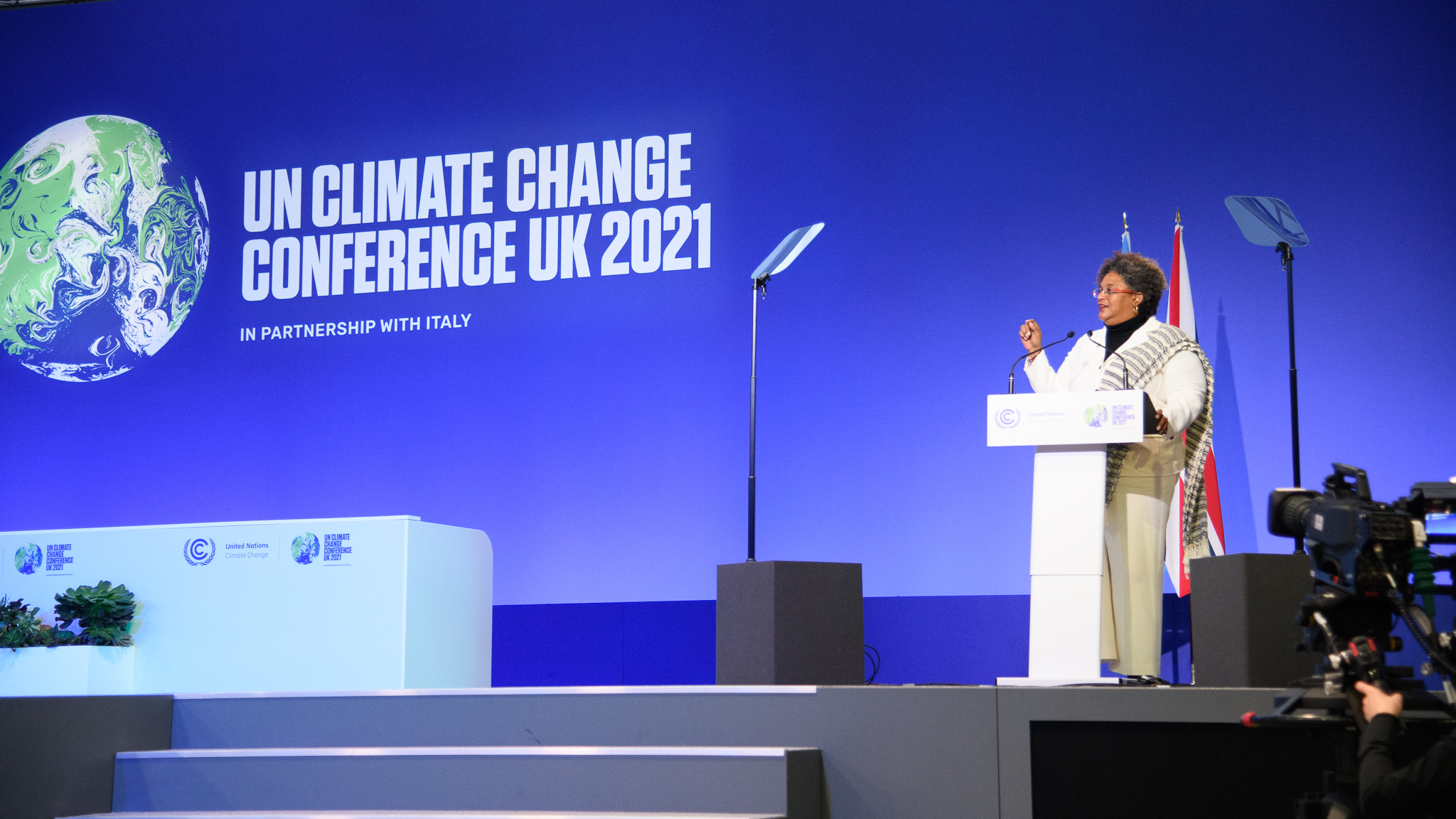
Mottley tijdens de openingsceremonie van de COP26 klimaatconferentie van Glasgow op 1 november 2021.

Vanaf 25 mei 2018 is zij de achtste premier van Barbados en de eerste vrouw in deze functie. Naast haar premierschap is zij ook Minister van Financiën, Economische Zaken en Investeringen. Gezien de hachelijke toestand van de Barbadiaanse economie breidde Mottley haar kabinet uit tot 26 ministers, het grootste kabinet ooit in Barbados. Tegelijkertijd kondigde ze een korting aan van 10% op het salaris van parlementsleden en ministers als schenking aan liefdadigheid.
In 2022 werd Mottley opgenomen in de Time 100-lijst van 's werelds meest invloedrijke mensen.